# Adams (Wisconsin)
Adams és una població dels Estats Units a l'estat de Wisconsin. Segons el cens del 2000 tenia 1.914 habitants.

## Demografia
Segons el cens del 2000, Adams tenia 1.914 habitants, 769 habitatges, i 470 famílies. La densitat de població era de 251,4 habitants per km².
Dels 769 habitatges en un 31,1% hi vivien nens de menys de 18 anys, en un 42,1% hi vivien parelles casades, en un 15% dones solteres, i en un 38,8% no eren unitats familiars. En el 35% dels habitatges hi vivien persones soles el 17,8% de les quals corresponia a persones de 65 anys o més que vivien soles. El nombre mitjà de persones vivint en cada habitatge era de 2,34 i el nombre mitjà de persones que vivien en cada família era de 3.
Per edats la població es repartia de la següent manera: un 26,1% tenia menys de 18 anys, un 6,9% entre 18 i 24, un 25,6% entre 25 i 44, un 18,2% de 45 a 60 i un 23,1% 65 anys o més.
L'edat mediana era de 39 anys. Per cada 100 dones de 18 o més anys hi havia 75,9 homes.
La renda mediana per habitatge era de 26.250 $ i la renda mediana per família de 32.981 $. Els homes tenien una renda mediana de 32.039 $ mentre que les dones 20.917 $. La renda per capita de la població era de 14.744 $. Aproximadament el 9,7% de les famílies i el 14,6% de la població estaven per davall del llindar de pobresa.

## Poblacions més properes
El següent diagrama mostra les poblacions més properes.